# Jacobus Triglandius
Jacobus Triglandius vagy holland nevén Jacobus Trigland (Vianen, 1583. július 22. – Leiden, 1654. április 5.) holland kálvinista teológus.

## Életútja
Régi goudai polgárcsalád sarja volt, nagyapja, Wouter Drijeykelen a helyi latin tannyelvű iskola tanára volt. Apja, Cornelis Trigland Vianenbe költözött, ahol összeházasodott a culemborgi származású Anna Gerardsszal. A frigyükből született Jacobus nem szülei vianeni házában, hanem a goudai rokonságnál nevelkedett, és ugyanabba a latin iskolába járt, ahol korábban nagyapja tanított. Teológiai neveltetése e korai időszakban a római katolikus egyház tanításain alapult. Tizennégy éves korában, 1597-ben amszterdami papok mellé került, akik a fiatal Triglandot bevezették a katolikus dogmatikába.
1598-ban beiratkozott a Leuveni Katolikus Egyetemre, de Jacob Triballenius vagy Triblandius néven, a spanyol fennhatóság alatt álló németalföldi területek törvényei ugyanis holland származásúaknak nem engedték az egyetemi tanulmányokat. Leuvenben először Szent Ágoston és Aquinói Szent Tamás tanaival ismerkedett meg, majd a jezsuita Roberto Bellarmino írásainak tanulmányozásába fogott. Ez utóbbiban, a karitatív cselekedetekkel kapcsolatos fejtegetésekben szembesült először ellentmondásokkal. Amikor Haarlemben járt, lehetősége volt közelebbről is megismerkednie a kálvinista tanokkal, és végül hosszas belső vívódás után kilépett a katolikus egyházból. A goudai rokonság nem akart többé szóba állni vele, de szülei nem bizonyultak ennyire merevnek: Trigland hazaköltözhetett és 1602–1603-ban a vianeni iskola rektora volt. Ezekben az években kötött ismeretséget Albertus Selcartius lelkésszel, aki megismertette őt Kálvin János Institutiójával (1536), Heinrich Bullinger Sermonum decades (1552) és Theodor Beza Confessio Christiane fidei (1559) című munkáival.
1603-ra érett meg benne a döntés, és belépett a református egyházba. Lelkészi vizsgái letételét követően 1607-től Stolwijk lelkipásztora lett. Tehetséges prédikátornak bizonyult, híre Amszterdamba is eljutott. 1610-ben a város lelkésze lett, 1614-től pedig már az egyházigazgatás területén is feladatokat vállalt. 1617-ben rövid ideig Hágában volt lelkipásztor, majd küldöttként részt vett a dordrechti zsinaton. Ekkor már a református egyház ortodox, dogmatikus szárnyához tartozott, ennek megfelelően részt is vett a dordrechti kánonokat kidolgozó bizottság munkájában is. 1634-ben meghívást kapott a leideni egyetemre, ahol a teológia professzora lett, egyúttal az egyetemi szenátus megadta számára a teológiai doktorátust is. Az 1643/1644-es, majd az 1650/1651-es tanévben az egyetem rektori feladatait látta el. Oktatómunkájával párhuzamosan 1637 és 1645 között a leideni egyházközség prédikátora is volt. Életkora előrehaladtával elvesztette hallását, élete utolsó éveiben pedig súlyos kövességben (urolithiasis) szenvedett.
1604-ben kötött házasságot Stijntje Hendrika Stooffal, frigyükből tizenegy gyermek született. Triglandius 1643-ban megözvegyült. 1654-ben bekövetkezett halálakor három fia és négy leánya volt életben, közülük Cornelius Trigland (1609–1672) szintén teológus, Theodorus Trigland (1620–1679) jogász, a harderwijki egyetem jogtanára, az ifjabb Jacobus Trigland (1627–1665) pedig különböző holland városok lelkipásztora lett.

## Munkássága
Triglandius a 17. század első felének egyik legdogmatikusabb ókálvinista teológusa volt Hollandiában, aki vitában állt a református egyház valamennyi kicsit is haladóbb szemléletű vagy elhajló szárnyával, különösen a remonstránsokkal. Első nagyobb munkái az Amszterdamban 1615-ben megjelent Den Rechtgematichden Christen (’A törvényt hozó keresztyének’), valamint 1616-os Verdedigingh van de Leere end Eere de Ghereformeerde Kerken ende Leeraren, thegen verscheijden lasteringhen enz munkája volt. Leideni évei során először az Ótestamentum szövegmagyarázatával foglalkozott, majd 1639 és 1650 között vissza-visszatérően Philipp Melanchthon Loci communes rerum theologicarum (1521) című munkájának filológiájában mélyedt el. Teológiai munkái mellett egyházigazgatási és egyháztörténeti könyvei is ismertek.
Filológiai mélységében is jól ismerte a Szentírást és az egy évszázaddal korábban élt reformátorok munkáit. Hitvitái során nem volt kíméletes és jámbor, ezzel sok ellenséget szerzett magának, de az ortodox közösségen belül az évekkel egyre elismertebb hitszónok lett.

## Fordítás
- Ez a szócikk részben vagy egészben  a   Jacobus Trigland der Ältere című német Wikipédia-szócikk ezen változatának fordításán alapul.  Az eredeti cikk szerkesztőit annak laptörténete sorolja fel. Ez a jelzés csupán a megfogalmazás eredetét és a szerzői jogokat jelzi, nem szolgál a cikkben szereplő információk forrásmegjelöléseként.